# Dendrobium rindjaniense
Dendrobium rindjaniense är en orkidéart som beskrevs av Johannes Jacobus Smith. Dendrobium rindjaniense ingår i släktet Dendrobium, och familjen orkidéer. Inga underarter finns listade i Catalogue of Life.